# Eulamprus heatwolei
Eulamprus heatwolei — вид сцинкоподібних ящірок родини сцинкових (Scincidae). Ендемік Австралії. Вид названий на честь американського герпетолога Гарольда Хітвола.

## Поширення і екологія
Eulamprus heatwolei мешкають на внутрішніх схилах Великого Вододільного хребта на південному сході Австралії, від плато Нової Англії у Новому Південному Уельсі до річки Гоулберн в штаті Вікторія. Долина Хантер є бар'єром для виду, тому північна частина його ареалу ізольована від решти ареалу. Eulamprus heatwolei живуть в скелястих районах поблизу річок і боліт, оточених помірними лісами та луками. В субтропіках віддають перевагу гірським районам з більш прохолодним помірним кліматом.